# موجک‌های متعامد
موجک‌های متعامد (Orthogonal wavelets) به موجک‌هایی گفته می‌شود که قادر به اقناع شرائط زیر باشند: 
- در یک پایه[۱] متعامد، هر تابع [۲] پایه انتخاب‌گردیده بر هر کدام از توابع دیگر موجود در آن مجموعهٔ پایه عمود می‌باشد.
- یک پایه متعامد با توان تفکیک چندگانه مجموعه‌ای است که در آن توابع مقیاس بر همدیگر عمود بوده و موجک‌ها هم متعامدند و نیز هرکدام از موجک‌ها بر هرکدام از توابع مقیاس در ترازهای درشت تر هم عمودند.

## مثال‌ها
موجک‌های هار:
برای سادگی سیگنالی یک‌بعدی را در نظر می‌گیریم که مقادیر آن بر روی 6 نقطهٔ متوالی به‌شرح زیر است:

## نکات مهم
تابع اعمال مقیاس تابعی است اتساعی، به عبارت بهتر، معادله تابعی فراکتالی است موسوم به معادلهٔ اتساع
{\displaystyle \phi (x)=\sum _{k=0}^{N-1}a_{k}\phi (2x-k)\!}

## پانوشته‌ها
1. ↑  Basis
2. ↑  به وسیلهٔ تعمیم، توابع پیوستهٔ (آنالوگ) ریاضی را هم‌چون بردارهایی با تعداد بی‌نهایت مؤلفه، و مکان‌های آن توابع را به صورت فضاهای برداری با ابعاد بی‌نهایت در نظر می‌گیریم
3. ↑  Dilation equation